# 1912年中國颱風
1912年中國颱風（1912 China typhoon）是1912年太平洋颱風季的一個热带气旋，风暴在8月25日形成，在9月1日消散，维持了7天。颱風在中國造成極嚴重災害。